# Ryedale Folk Museum

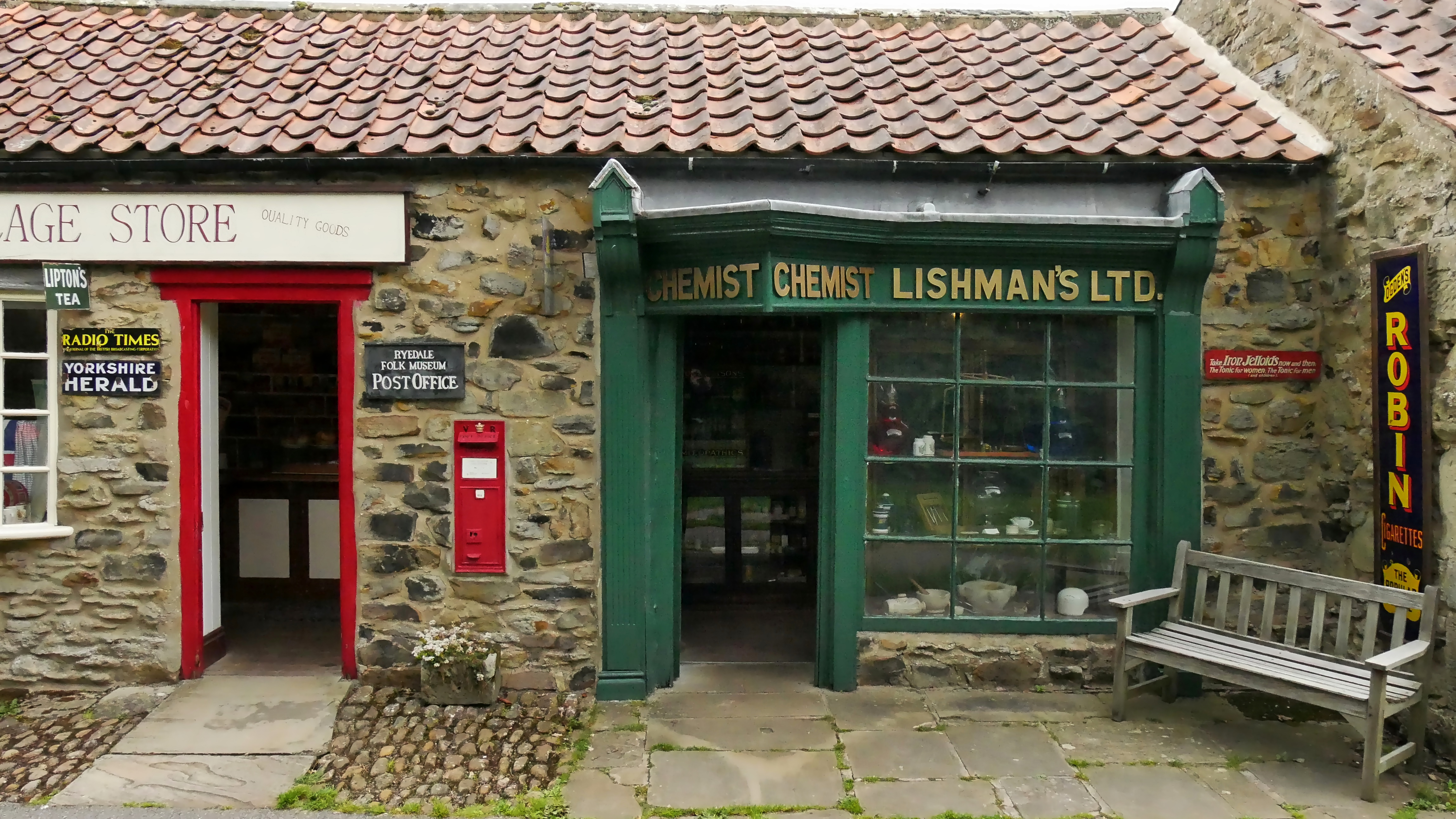
Geschäfte beim Museumseingang

Das Ryedale Folk Museum ist ein Freilichtmuseum im Vereinigten Königreich in der englischen Grafschaft North Yorkshire. Das Museum stellt die Geschichte des Distrikts Ryedale von der Eisenzeit bis zu den 1950er Jahren dar.

## Lage

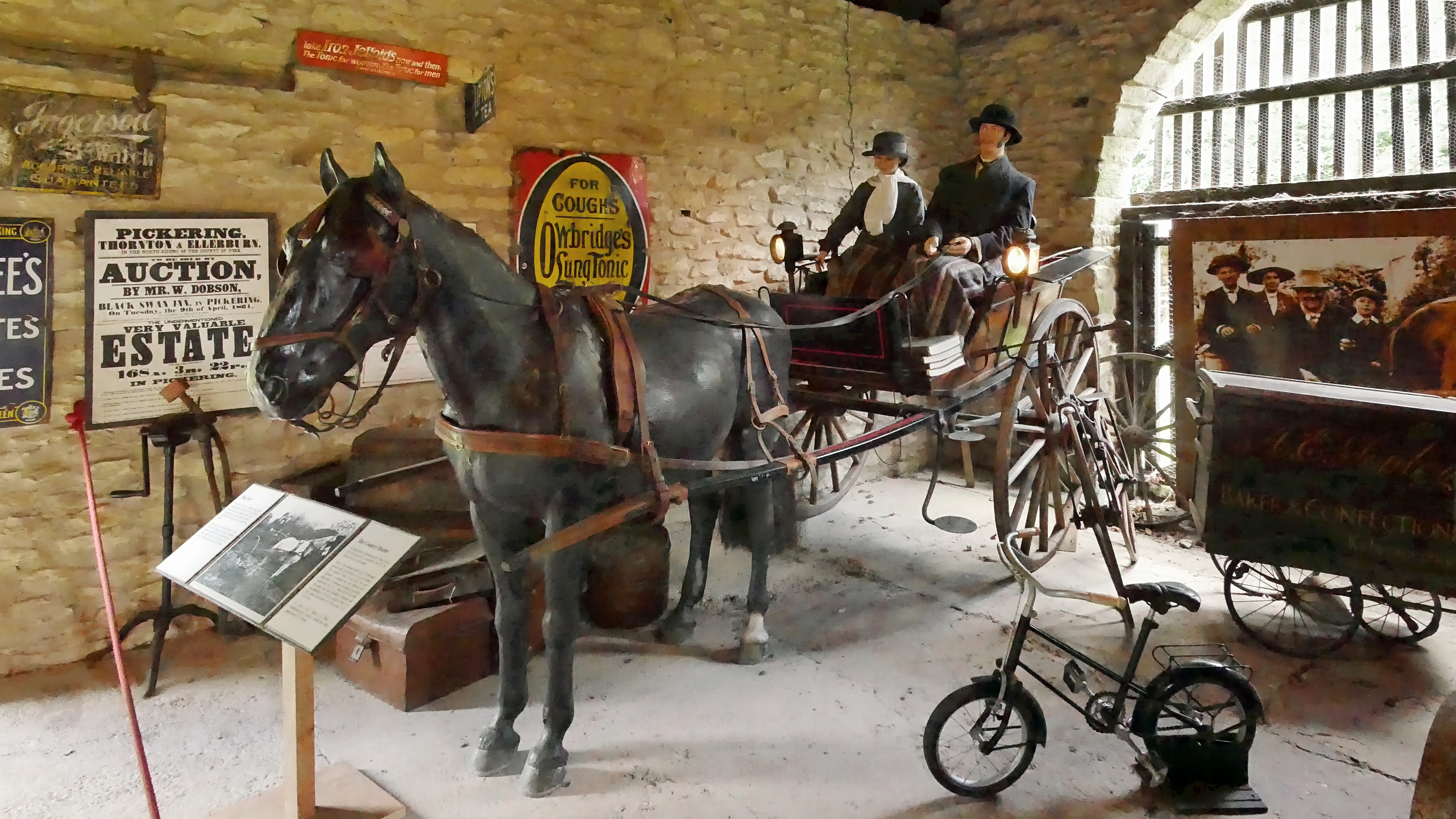
Herrenhaus

Das Museum liegt im Ortszentrum von Hutton-le-Hole, das selber schon fast wie ein Freilichtmuseum wirkt. Das kleine Dorf liegt im Süden des Nationalparks North York Moors und etwa 10 km NNO von Kirkymoorside. Das Museumsgelände liegt am Ortsrand und die Museumsweiden gehen mehr oder weniger nahtlos in das Grünland der Umgebung über.

## Geschichte

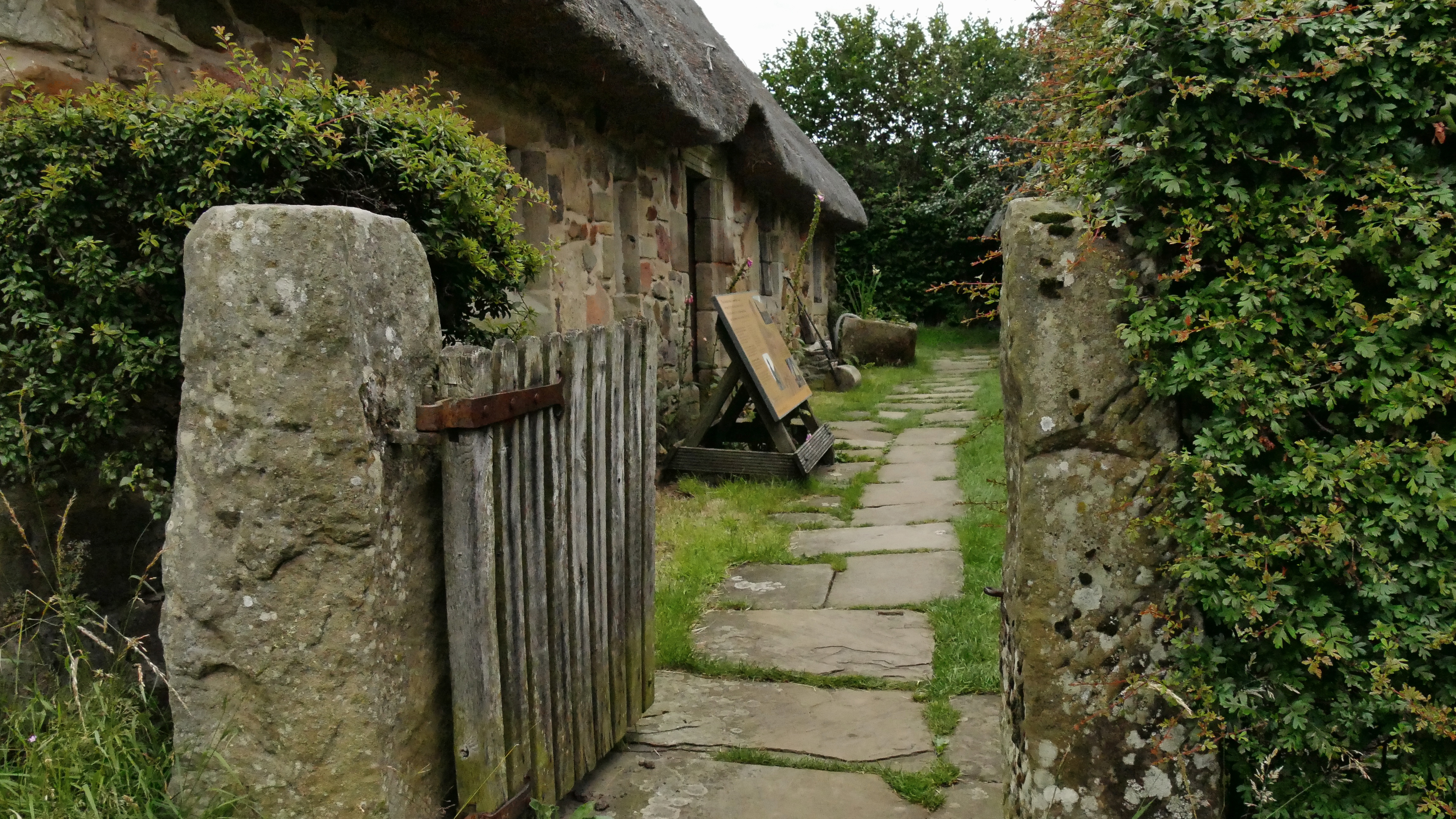
Langhaus

Das Museum wurde 1964 auf Initiative von Bertram Frank gegründet. Er war auch der erste Kurator des Museums.  Das Grundstück wurde von der Familie Crosland überlassen. 1995 war das Museum das Museum of the Year. Es wurde auch darüber hinaus mit dem Guibekian Price und mit dem Guibekian Award für the most Improved Museum in a Rural Area ausgezeichnet. Derzeit (2017) wird das Museum von Jennifer Smith geleitet.

## Aufbau des Museums
Das Museum stellt die Geschichte des Districts Ryedale anhand verschiedener Gebäude dar. Dabei läuft man durch das Museum von den 1950er-Jahren zurück bis zur Eisenzeit.
Der erste Gebäudekomplex, direkt hinter dem Museumseingang, besteht aus Schmieden, einem Dorfladen mit Postamt, einer Apotheke und Dorfhandwerkerwerkstätten im Stil der 1950er Jahre.

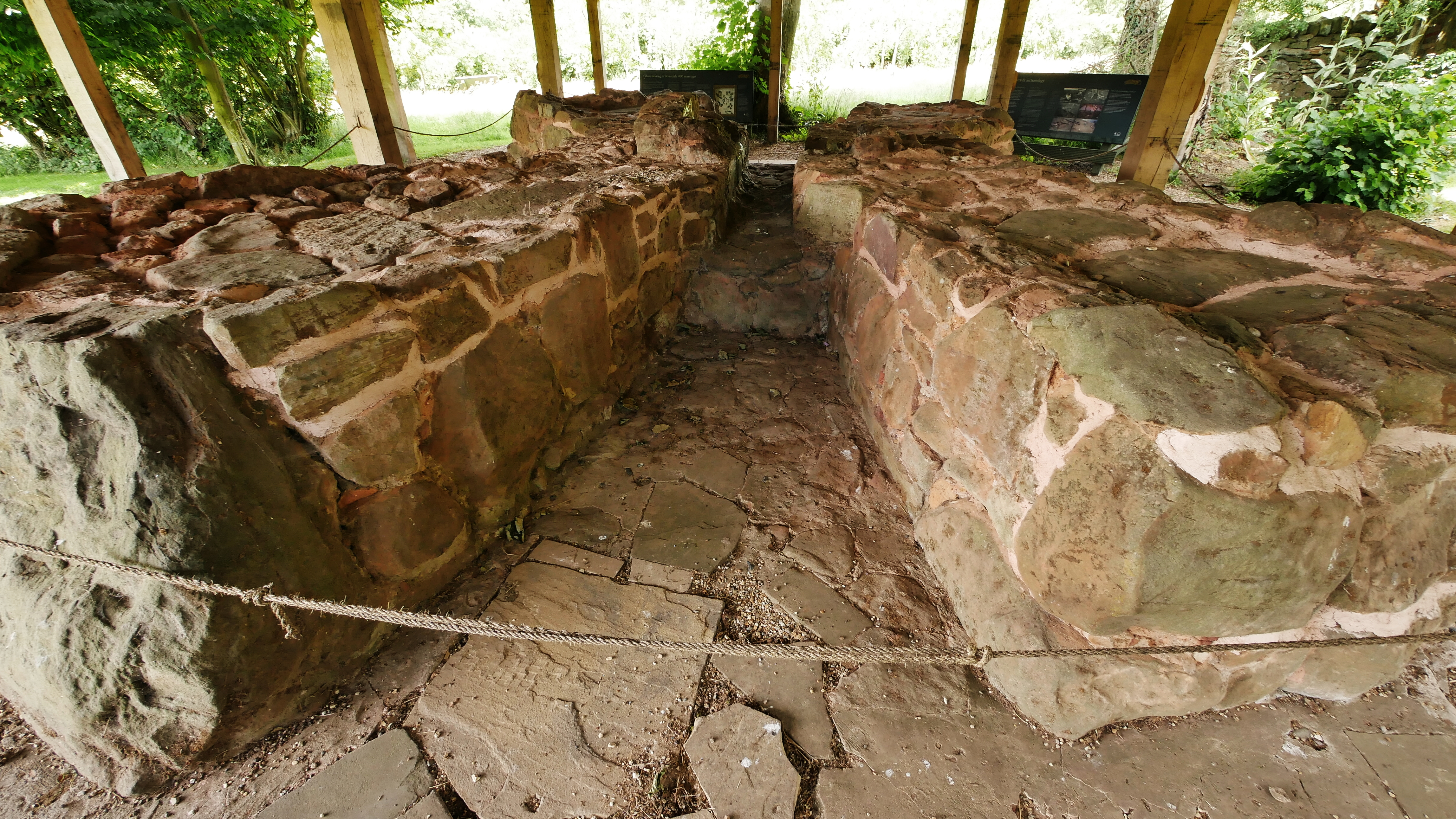
Ofen zur Glasschmelze

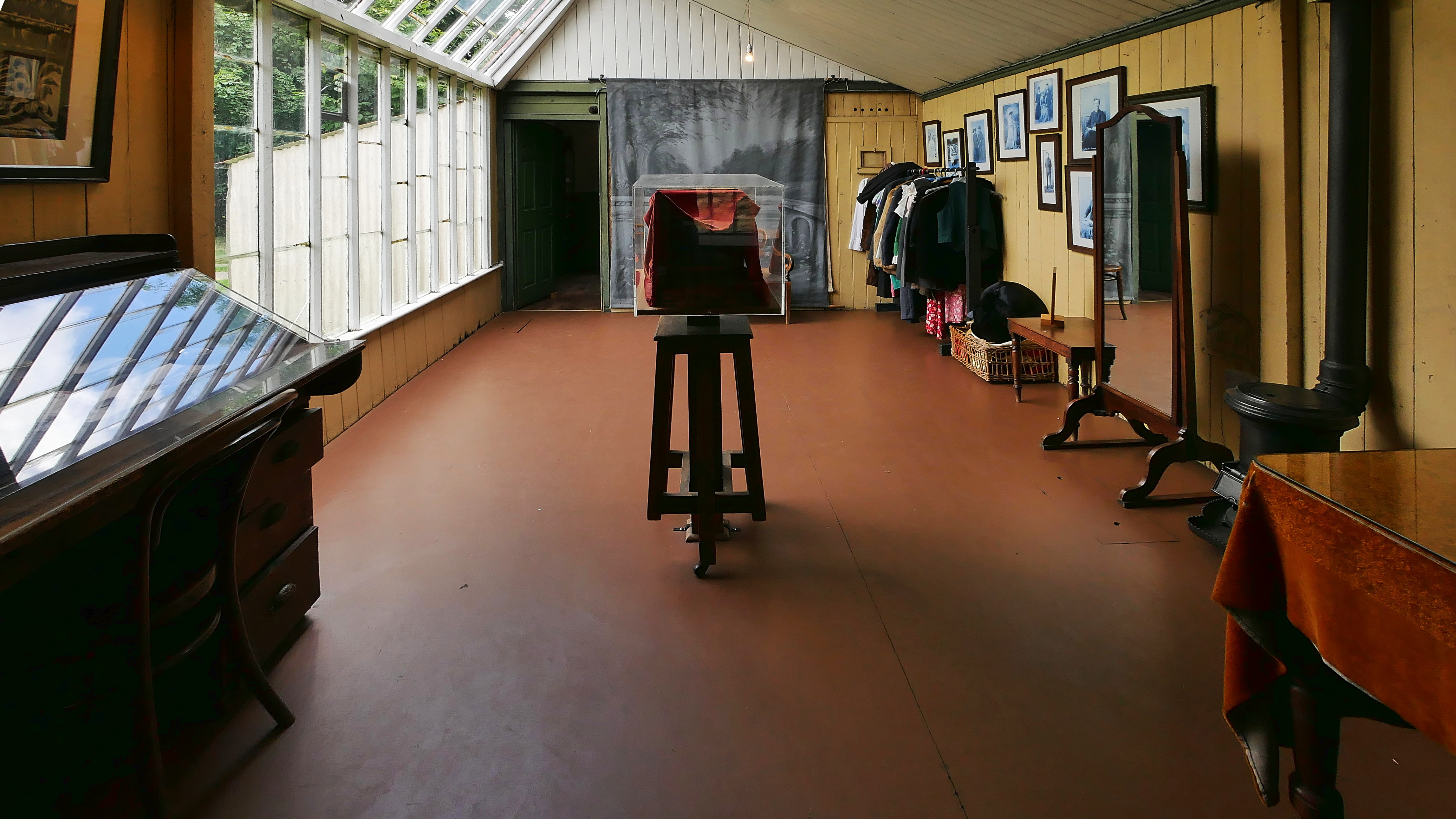
Fotoatelier

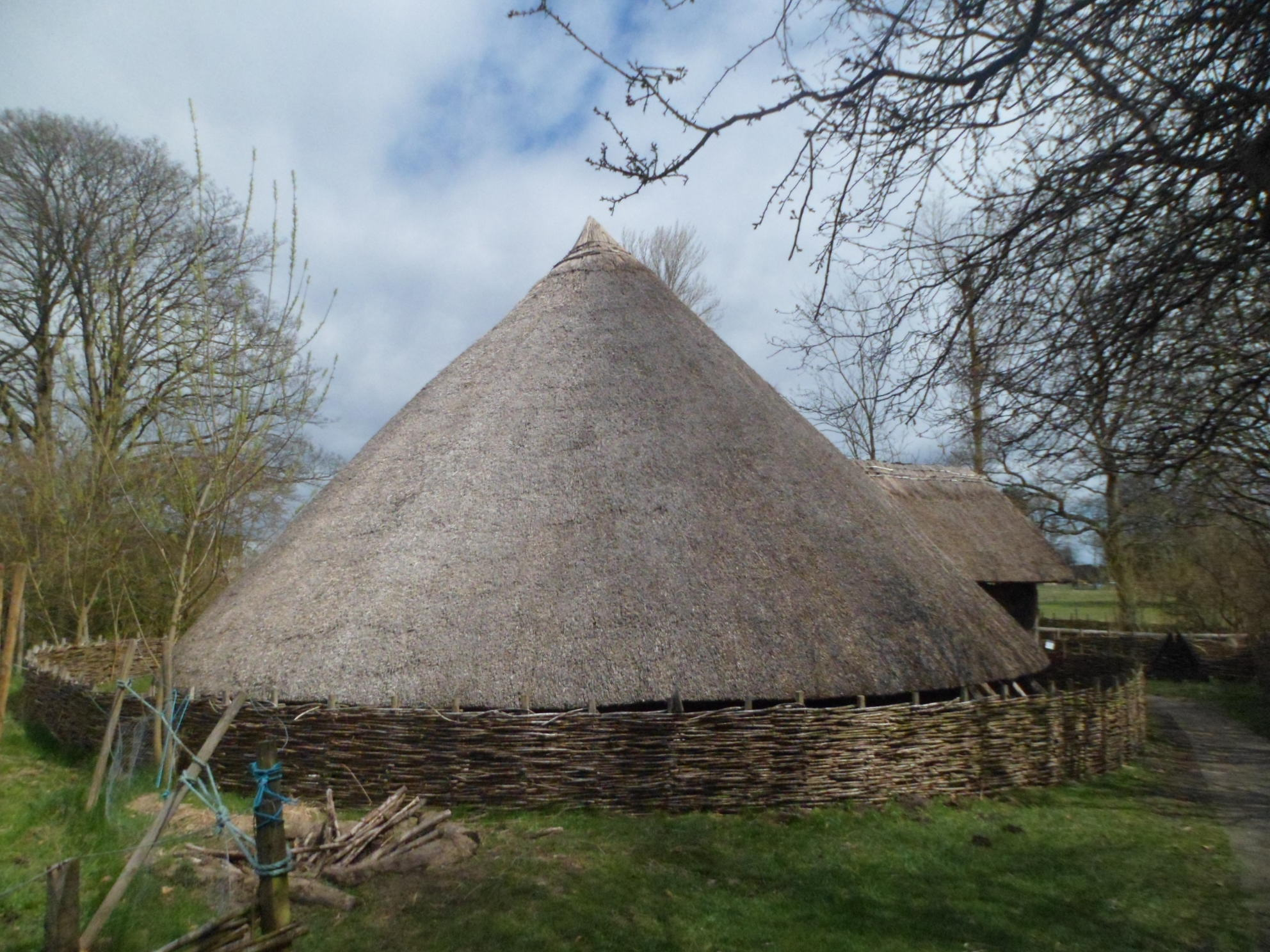
Eisenzeitliches Rundhaus

Danach folgen verschiedene typische Gebäude eines Dorfs aus verschiedenen Jahrhunderten und von verschiedenen sozialen Schichten: u. a. ein Herrenhaus, ein Landarbeiterhaus, ein früher für Moorlandschaften typisches Langhaus, das im Gegensatz zu den anderen Gebäuden rekonstruiert werden musste, da kein derartiges Gebäude mehr vorhanden war. In einer WWII-Baracke sind eine alte Schule und ein Raum für die Museumspädagogik eingerichtet und in einer ehemaligen Scheune die Museumswerkstatt. Ein zur Glasschmelze benutzter Ofen wurde in Rosedale 1969 ausgegraben und in das Museum gebracht. Diese Technologie wurde im 16. Jahrhundert von Hugenotten mitgebracht, die als Glaubensflüchtlinge aus Frankreich und Belgien nach England kamen.
Erwähnenswert ist weiterhin das Atelier des Fotografen William Hayers (1871–1940), das 1902 ursprünglich in Monkgate errichtet wurde. Es ist eines der ganz seltenen erhaltenen Exemplare eines freistehenden Fotoateliers. Ein vergleichbares steht im Freilichtmuseum Beuren.
Darüber hinaus besitzt das Museum Gärten, Weiden für Schafe, Kühe und Schweine, ein kleines Sumpfgebiet und einen Acker. Letzterer wird derzeit auch zur Kultivierung von Ackerwildkräutern eingesetzt, die ein paar Meter weiter in einem speziellen Beet gezüchtet werden.